# Eisenbahnunfall von Masit
Der Eisenbahnunfall von Masit am 5. Januar 1998 war ein Auffahrunfall vor dem Bahnhof von Masit im indischen Bundesstaat Uttar Pradesh, als ein Personenzug auf einen Schnellzug auffuhr. Mindestens 51 Menschen starben.

## Ausgangslage
Der Schnellzug von Varanasi nach Vishwanath überfuhr eine Nilgauantilope, wobei ein Bremsschlauch seiner Vakuumbremse beschädigt wurde. Deshalb blieb er um 21:15 Uhr außerplanmäßig zwei Kilometer vor dem Bahnhof Masit liegen. Rückwärtig wurde er durch das „Halt“ zeigende Signal gedeckt, das den Blockabschnitt sicherte, in dem er sich befand. Die Strecke war mit Streckenblock ausgerüstet, jedoch nicht mit Zugbeeinflussung, die beim Überfahren eines „Halt“ zeigenden Signals zu einer Zwangsbremsung geführt hätte.
Im gleichen Gleis folgte der Personenzug von Bareilly nach Varanasi.

## Unfallhergang
Dessen Lokomotivführer hielt planmäßig für zwei Minuten im Bahnhof Karna, Dann fuhr er in Richtung Masit weiter, wobei er das „Halt“ zeigende Ausfahrsignal überfuhr. Gegen 22:00 Uhr fuhr er auf den im nächsten Blockabschnitt stehenden Schnellzug auf.

## Folgen
Mindestens 51 Menschen starben, über 100 wurden darüber hinaus verletzt. Der am schwersten beschädigten Personenwagen, ein Großraumwagen 2. Klasse, wurde von einem weggeschleuderten Drehgestell getroffen und eingedrückt. Die darunter Eingeklemmten konnten erst geborgen werden, als das Drehgestell weggehoben wurde.
Die Rettungsarbeiten gestalteten sich nicht sehr effektiv. Ein Hilfszug wurde erst um 5:00 Uhr am folgenden Tag losgeschickt und erreichte die Unfallstelle erst gegen Mittag.